# Larache

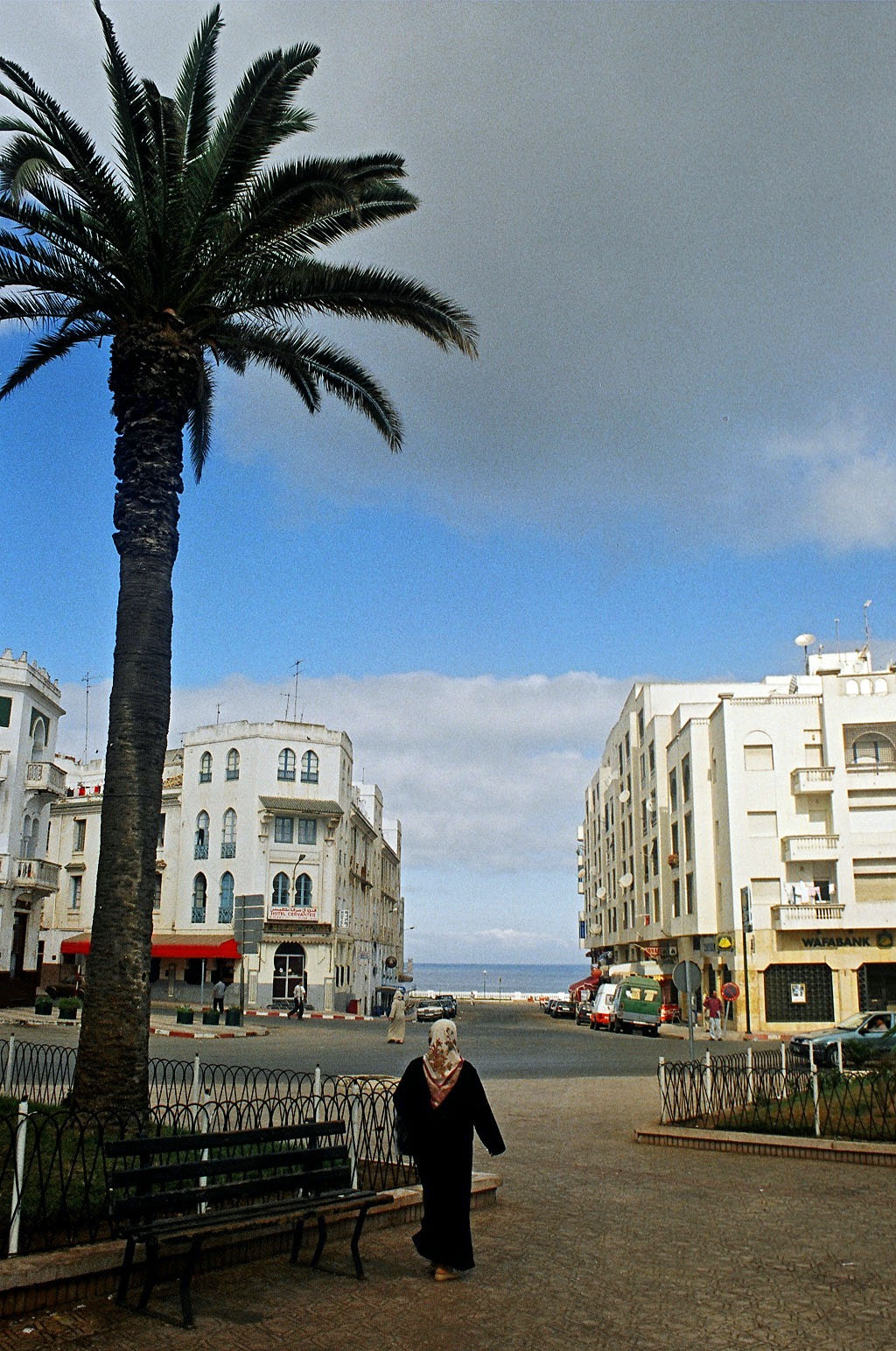
Place de la Liberation

Larache (auch Laraish, oder El Araish; arabisch العرائش al-Ara'isch, DMG al-ʿArāʾiš; marokkanisches Tamazight ⵍⵄⵔⴰⵢⵛ Leɛrayc) ist die Hauptstadt der Provinz Larache und eine Hafenstadt mit ca. 135.000 Einwohnern in der Region Tanger-Tétouan-Al Hoceïma im Norden von Marokko.

## Lage und Klima
Larache liegt auf einer ca. 50 m hohen Anhöhe oberhalb der Mündung des Oued Loukos in den Atlantik und ist über die A 1 und N 1 mit Tanger (ca. 90 km Fahrtstrecke nordöstlich) und der Hauptstadt Rabat (etwa 172 km südwestlich) verbunden. Tétouan liegt etwa 115 km in nordöstlicher Richtung entfernt. Das Klima ist für marokkanische Verhältnisse durchaus regenreich; die durchschnittlichen jährlichen Niederschlagsmengen liegen bei ca. 650 mm und sie fallen überwiegend im Winterhalbjahr.

## Bevölkerung
| Jahr      | 1982   | 1994   | 2004    | 2014    | 2024    |
| Einwohner | 63.893 | 90.400 | 107.371 | 125.008 | 133.731 |

Die Einwohner von Larache sind größtenteils einheimische oder zugewanderte Berber, die jedoch die arabisch-marokkanische Sprache und Kultur assimiliert haben. Unterschiede zwischen den Bevölkerungsgruppen lassen sich kaum noch erkennen.

## Wirtschaft
Larache verfügt über einen Fischereihafen und eine Fischkonservenfabrik. Wegen der schönen Strände im Norden der Stadt spielt in den letzten Jahren der Bade-Tourismus eine immer größere werdende Rolle.

## Geschichte

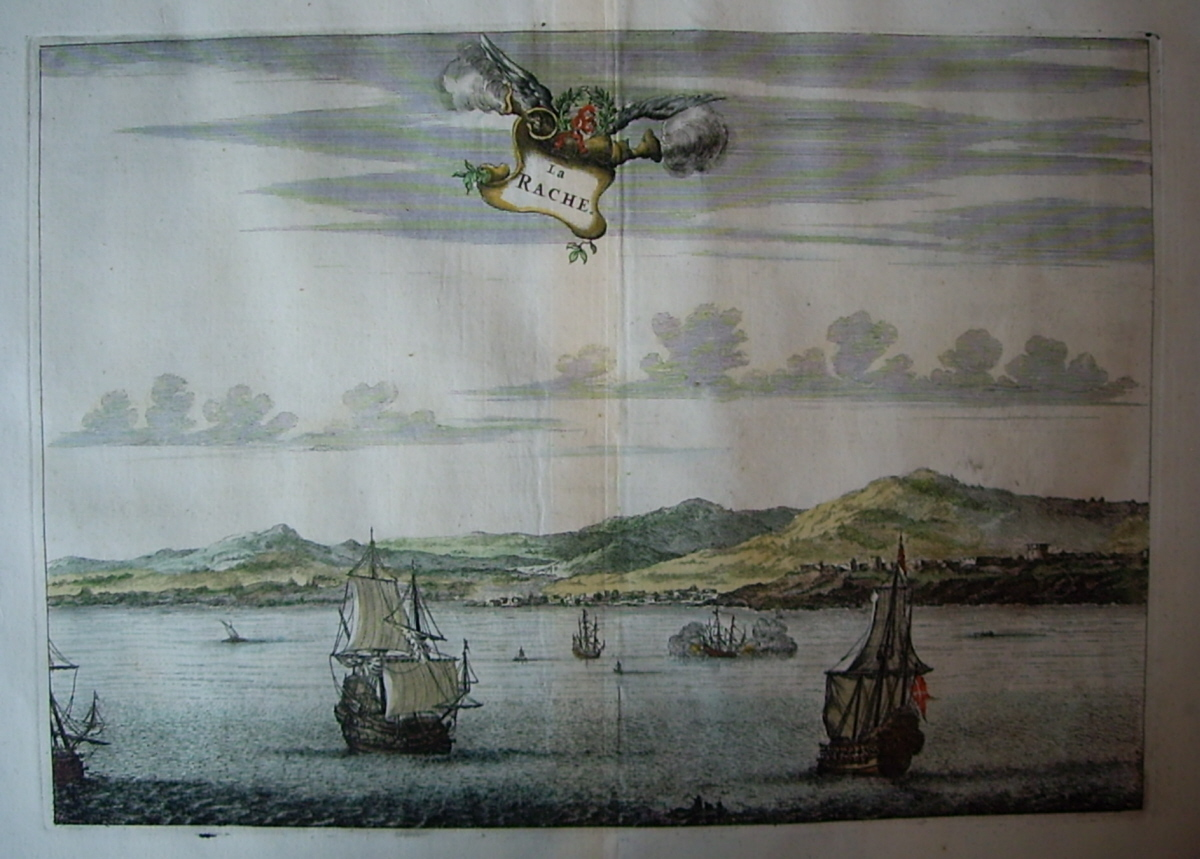
Larache um 1760

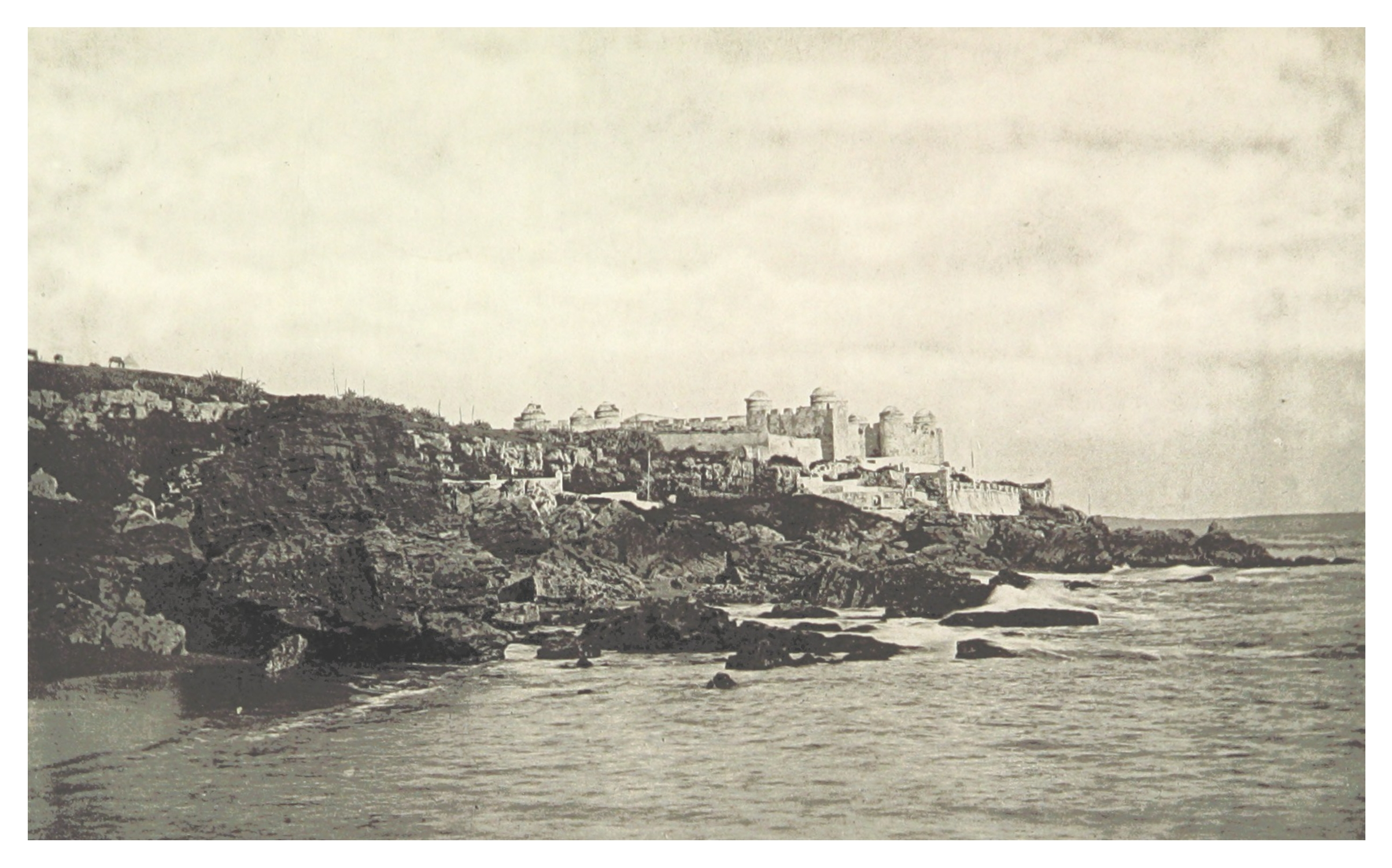
Stadtansicht von 1880

Auf einem Hügel etwa 4 km nordöstlich der Stadt sind die Reste der ursprünglich punischen, später römischen Siedlung Lixus gefunden worden. Im 1. Jahrhundert n. Chr. wurde das Gebiet römisch. Im 9. Jahrhundert wanderten die Beni Arous, ein berberischer Stamm, in die Gegend ein; sie nannten die Stadt El Araïch ‚die Weinreben‘ – ein Name, der sich bis heute gehalten hat.
Im Jahr 1489 versuchte Portugal, die Stadt und ihr Umland einzunehmen, mussten aber das eroberte Gebiet noch im selben Jahr wieder räumen. Zwischen 1610 und 1689 gehörte es zu Spanien.
Im 18. und 19. Jahrhundert entwickelte sich Larache – wie andere marokkanische Küstenstädte auch – zu einem Seeräubernest und wurde in der Folge zweimal (1829 und 1860) von europäischen Flottenverbänden angegriffen. 1829 begründeten die Europäer dies mit der Kaperung eines österreichischen Handelsschiffes; die marokkanischen Korsaren wollten, wie in den sogenannten Barbareskenstaaten üblich, die Besatzung als Sklaven verkaufen. Die Österreicher entsandten mehrere Fregatten vom Kriegshafen Venedig; es kam zu einer Seeblockade des Hafens von Larache und einem Artilleriegefecht, das Österreich gewann. Schiffe unter österreichischer Flagge wurden fortan nicht mehr angegriffen.
Im Jahr 1877 wurden sieben Juden nahe von Larache ermordet und dann verbrannt, da eine fanatische Menge sie für das Verhalten der Europäer, mit denen sie angeblich sympathisierten, verantwortlich machte. Ab 1909 bzw. endgültig ab 1912 bis zur Unabhängigkeit Marokkos 1956 gehörte die Stadt zum Protektorat Spanisch-Marokko.

## Sehenswürdigkeiten
- Die in spanischem Stil erbaute kreisrunde Place de la Libération bildet mit ihren von Arkaden überdachten Cafés das Zentrum von Larache und gleichzeitig den Übergang von der Altstadt (Medina) zur Neustadt. Ein altes Stadttor (Bab-el-Khemis) führt vom Platz direkt in die Medina zum langgezogenen Socco de la Alcaiceria (auch Socco Chico genannt), dem ehemaligen Markt der Stoffhändler, wo es heute allerdings fast alles zu kaufen gibt.
- Daneben sind die mächtigen Mauern der ‚Storchenburg‘ (Castillo de las Cigueñas) interessant, einer Festungsanlage mit Bastionen aus spanischer Zeit. Über dem Eingang zum ehemaligen Turm des Kommandanten prangt ein spanisch-portugiesisches Wappen (siehe Weblink) aus der Zeit der Iberischen Union beider Länder (1580–1640).
- Auf einem oberhalb des Meeres gelegenen Friedhof etwa 2 km südlich des Stadtzentrums befindet sich das Grab des französischen Dichters Jean Genet.[4]

## Persönlichkeiten
- Jean Genet (1910–1986), französischer Schriftsteller, auf dem spanischen Friedhof in Larache beigesetzt
- Juan Goytisolo (1931–2017), spanischer Schriftsteller, in Larache beigesetzt
- Youssouf Amine Elalamy (* 1961), Schriftsteller, Hochschuldozent und promovierter Kommunikationswissenschaftler
- Lamia Messari-Becker (* 1973), Bauingenieurin und Hochschullehrerin